# Republikánské povstání v Paříži
Republikánské povstání v Paříži (francouzsky Insurrection républicaine à Paris) bylo protiroyalistické povstání v Paříži, které se odehrálo na počátku června roku 1832. Snaha republikánů svrhnout červencovou monarchii skončila neúspěchem.

## Okolnosti
39 opozičních poslanců nespojených s dosavadní vládou se 22. května sešlo u bankéře Jacquese Laffitta a rozhodli se publikovat svým voličům zprávu, která měla zhodnotit jejich činy a ospravedlnit jejich chování, ale která byla ve skutečnosti obžalobou vlády Casamira Periera vládnoucí od 13. března 1831. Zprávu vypracovala šestičlenná komise a byla schválena dne 28. května. Zpráva neodsuzovala monarchii, ale obviňovala vládu z opakovaného porušování svobod, z rozdmýchávání nepokojů a na mezinárodní úrovni z odmítání podporovat utlačované národy (počínaje Poláky), čímž podporovala Svatou alianci.
Zveřejněný manifest měl výrazný politický dopad. Podnítil republikánskou opozici. Také posílili legitimisté, kteří stále doufali, že budou schopni využít potíží ve svůj prospěch. Obě skupiny byly připraveny využít sebemenší incident.
Dne 2. června 1832 se konal pohřeb mladého republikánského matematika Évarista Galoise, zabitého během souboje. Pohřeb posloužil jako zkouška pro opozici, jejíž vůdci připravovali pohřeb generála Jeana Maximiliena Lamarquea, jedné z postav republikánů, který zemřel na choleru a jehož pohřeb byl naplánován na 5. června. Počítali, že pohřeb vyvolá širokou účast veřejnosti, což mohlo napomoci povstání, které republikáni tajně připravovali.
Dne 5. června se pohřební průvod vydal velkými bulváry k Pont d'Austerlitz, kde se pod vedením republikánských vůdců s rudou vlajkou v čele změnil v demonstraci, která se zvrhla ve střety s jednotkami vyslanými k zajištění pořádku. Část Národní gardy přeběhla a přidala se k povstalcům. Boje, nerozhodnuté, pokračovaly až do večera.

## Průběh povstání
Král Ludvík Filip, který poté, co v Compiègne přijal belgického krále Leopolda I., přesídlil 1. června na zámek v Saint-Cloud, byl o situaci informován 5. června generálem Pierrem Agathem Heymèsem. Král se ihned vrátil do Paříže v doprovodu královny Marie Amálie a Adelaidy Orleánské. Večer na nádvoří Carrousel Tuilerijského paláce přijal vojenské jednotky a legie Národní gardy, aby ukázal svůj klid a odhodlání.
Během noci jednotky pod velením maršála Moutona vyčistily okrajové čtvrti hlavního města a odrazily povstalce v historickém centru Paříže. Bitva začala 6. června ráno. Národní garda odolávala a povstalci brzy ovládli čtvrť Saint-Merri, kde probíhaly tvrdé boje, které si vyžádaly kolem 800 obětí. Na straně armády bylo 55 mrtvých a 240 raněných, národní garda měla 18 mrtvých a 104 raněných, na straně povstalců bylo 93 mrtvých a 291 raněných. Policejní prefekt Henri Gisquet (1792–1866) ve svých pamětech uvádí 18 zabitých a 104 zraněných u národní gardy, 32 mrtvých a 170 zraněných u vojenských jednotek a 20 mrtvých a 52 zraněných u městské gardy. Ztráty povstalců odhaduje na nejméně 80 mrtvých a 200 zraněných a 1500 vězňů.
Vůdci jako La Fayette se po neúspěchu odešli schovat na venkov nebo byli zatčeni. Večer 5. června se zástupci opozice znovu sešli u Jacquese Laffitta, nebyli si jisti, na kterou stranu se mají postavit, a nakonec se 6. června ráno rozhodli poslat delegaci k Ludvíkovi Filipovi a požádat ho, aby zastavil krveprolití změnou politiky.
Ráno 6. června si král prohlédl vojáky na Avenue des Champs-Élysées a na Place de la Concorde, poté navštívil vojáky a členy národní gardy v severních částech Paříže, kde ho všude vítaly vítěznými výkřiky. V půl čtvrté odpoledne v Tuilerijském paláci přijal poslance Laffitta, Odilona Barrota a Françoise Araga, kterým oznámil, že poslední zbytky odporu byly právě potlačeny, a proto není o čem vyjednávat.

## Represe
Aby bylo zajištěno definitivní vítězství, 6. června nechala Rada ministrů krále podepsat nařízení, které vyhlásilo v Paříži stav obležení. Nepokoje sice skončily, ale vláda se obávala, že porotní poroty vynesou osvobozující rozsudky, jak tomu často bylo po roce 1830 v procesech s republikánskými vůdci. Vyhlášením stavu obležení přešly pravomoci z civilních soudů na válečný soud, který byl mnohem přísnější.
Proti prvnímu rozsudku smrti, vynesenému 18. června, bylo podáno odvolání a kasační soud rozsudkem ze dne 29. června 1832 zrušil rozsudek válečného soudu a postoupil řízení soudům obecného práva. Konstatoval porušení článků 53, 54 a 56 ústavy z roku 1830, které zakazovaly mimořádné soudy a zaručovaly projednávání před porotními soudy.
Po rozsudku kasačního soudu Ludvík Filip zrušil nařízení o stavu obležení. Přesto byly k překvapení všech obecné poroty přísné: vynesly 82 rozsudků, z toho 7 trestů smrti, které král všechny změnil na deportaci.

## Památník obětem
Na hřbitově Père-Lachaise byl vztyčen pomník, který obsahuje seznam 62 jmen členů městské gardy, národní gardy a dalších vojenských a civilních osob.

## Povstání v literatuře
Povstání z roku 1832 hraje velkou roli v románu Victora Huga Bídníci. Většina hlavních postav se setkává na barikádě v Rue Saint-Denis, mnozí tam zahynou.
Honoré de Balzac ve Ztracených iluzích (2. část) nechá zabít Michela Chrestena v kostele Saint-Merri.